# Kristoffer Appelquist

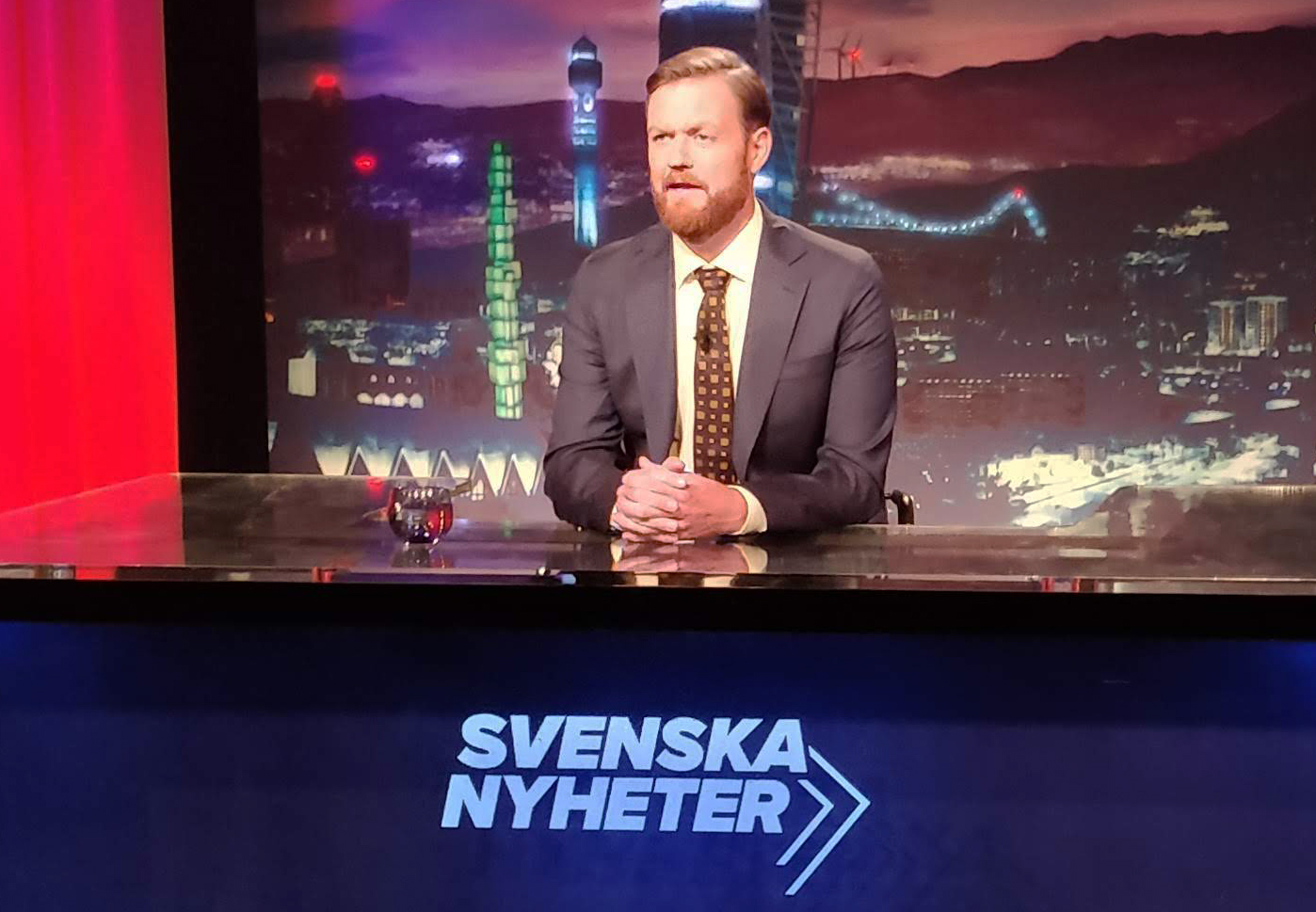
Appelquist under inspelningen av sitt första avsnitt som programledare för Svenska nyheter, i september 2019.

Kristoffer Lou Robin Ahonen Appelquist, född den 18 januari 1975 i Sankt Pauli församling, Malmö, Skåne, är en svensk ståuppkomiker och programledare.

## Biografi
Ahonen Appelquist har studerat statsvetenskap, sociologi och rättsvetenskap vid Karlstads universitet.[källa behövs] Ahonen Appelquist är gift med Isabelle Ahonen och har fyra barn, varav två i ett tidigare förhållande. 

## Karriär
Ahonen Appelquist har medverkat i bland annat 100%, Babben & Co, Extra! Extra!, Sing along, Parlamentet, Stockholm Live, Dubbat, Lilla landet lagom och Hårdvinklat. Han har även gjort en standup-komeditour vid namn "Drömmen om Amerika". Han var också programledare för "Meningen med livet" tillsammans med Bobbo Krull.
Hösten 2006 sändes hans bidrag till SVT:s Humorlabbet där olika komiker fick göra pilotavsnitt och visa sina programidéer. Appelquists bidrag hette Enköping och gick ut på att ett gäng spelade improvisationsteater på hans direktiv i staden med samma namn. Producent var Henrik Schyffert. På samma kanal medverkade han regelbundet i humorprogrammet Morgonsoffan.
Appelquist utsågs till Årets nykomling på Svenska Standupgalan 2006. År 2012 utsågs han till Årets manliga komiker på galan med motiveringen "Kristoffer Appelquist har stort mod, intelligens, glimt i ögat och en helt egen stil har skapat en stor standupkomiker som vinner i längden."
Säsongen 2016/2017 deltog Appelquist  i programmet På spåret tillsammans med Bea Uusma. Laget förlorade en match mot Ronny Svensson och Anne-Lie Rydé, och vann en match mot Olivia Wigzell och Göran Hägglund. Laget gick till kvartsfinal och förlorade där mot Åsa Sandell och Jonas Eriksson.
Åren 2019-2022 var han programledare för Svenska nyheter.
Efter Adam Alsings bortgång 2020 blev Ahonen Appequist ny medlem i podcasten "Adam & Kompani" som då bytte namn till "Kompaniet". Han driver också, tillsammans med Tobias Wahlqvist, podcasten "Synfält Framåt", där de intervjuar Sveriges politiker.
Från 30 januari 2023 medverkar han i programmet Talkshow i P1.

## Medverkan i TV
- 2006 – Humorlabbet (TV-serie)
- 2008 – Morgonsoffan (TV-serie)
- 2015–2021 – Parlamentet (TV-serie)
- 2019–2022 – Svenska nyheter (TV-serie), programledare
- 2019 – Släng dig i brunnen (TV-serie)
- 2020 – Bäst i test (TV-serie)